# Берне, Раймонд
Раймонд Берне (Бернэ) (фр. Raymond Berne; 1887—1917) — французский военный лётчик Первой мировой войны.

## Биография
Родился 10 марта 1887 года в городе Ла-Бастид-де-Серу департамента Арьеж.
7 апреля 1909 года был призван на службу во французскую армию. Первоначально служил в 10-м драгунском полку, затем перешёл в авиацию.
Участник Первой мировой воны. 9 апреля 1916 года был прикомандирован к Французскому авиационному дивизиону в России. Служил летчиком-наблюдателем 2-го армейского авиационного отряда Русской императорской армии.
Погиб 17 февраля (2 марта по новому стилю)  1917 года в воздушном бою. О его подвиге сообщалось в донесении Николаю II начальника штаба генерала Алексеева: 

«Командующий 2-й армией донес Главнокомандующему армиями Западного фронта, что 17-го сего февраля в 14-м часу, наблюдатель 2-го армейского корпуса авиаотряда французской службы подпоручик Бернэ, охраняя на самолете Вуазен 739 другой Вуазен, фотографировавший неприятельские позиции в районе Залужья, заметил, что немецкий истребитель с чрезвычайной скоростью, обеспечивающей ему успех, атакует охраняемый им Вуазен. Подпоручик Бернэ, с присущим ему благородством и глубоким сознанием долга взаимной выручки, свернув на врага и открыв огонь из пулемета, выпустил около ста пуль и исполнил свою задачу. Истребитель прекратил преследование фотографировавшего Вуазена и обратился против самолета Бернэ. Охраняемый подпоручиком Бернэ самолет был спасен и со снижением перешел на свои позиции. Истребитель, пользуясь своим преимуществом, подошел сзади вплотную к Вуазену подпоручика Бернэ и повредил пулеметным огнем жизненные части Вуазена, поразив и самого подпоручика Бернэ, который, исполняя долг перед Россией и Францией, пал смертью храбрых. Подвиг подпоручика Бернэ предусмотрен пунктом 2, ст. 9 Георгиевского статута. Командующий армиями и Главнокомандующий армиями фронта ходатайствует о посмертном награждении подпоручика французской службы Раймонда Бернэ, в порядке ст. 26 Георгиевского статута, орденом св. Георгия 4-ст. Изложенное на Высочайшее Вашего Императорского Величества благовоззрение поверяю. Генерал-адъютант Алексеев».

22 февраля 1917 года (посмертно) был награждён орденом Св. Георгия 4-й степени «за то, что 17-го февраля 1917 г. в четырнадцатом часу, охраняя на самолете "Вуазен" 739 другой "Вуазен", фотографирующий неприятельскую позицию в районе Залужье, заметил, что немецкий истребитель, с чрезвычайной скоростью, обеспечивающей ему успех, атакует охраняемый им "Вуазен ". Подпоручик Бернэ, с присущим ему благородством и глубоким сознанием долга взаимной выручки, свернув на врага и открыв огонь из пулемета, выпустил около ста пуль и исполнил свою задачу. Истребитель прекратил преследование фотографирующего "Вуазена " и обратился против самолета подпоручика Бернэ, благодаря чему, охраняемый подпоручиком Бернэ "Вуазен" был спасен и со снижением перешел на свои позиции. Истребитель, пользуясь своими преимуществами, подошел сзади вплотную к "Вуазену" подпоручика Бернэ и повредил пулеметным огнем жизненные части "Вуазена", поразил самого подпоручика Бернэ, который, исполняя долг перед Россией и Францией, безвременно пал смертью храбрых».